# 梁才偀
梁才偀，山西汾州人，清朝政治人物，同进士出身。
順治十五年（1658年）戊戌科进士，授福清县知县。